# 송도 아메리칸타운 아이파크
송도 아메리칸타운 아이파크(영어: Songdo American Town IPARK) 또는 송도 아메리칸타운(영어: Songdo American Town)은 대한민국 인천광역시 연수구 송도국제도시 (송도동)에 건설중인 3개동의 초고층 아파트 단지이다. 대한민국의 첫 외국인 아파트 단지이다. 공동주택 830세대 및 오피스텔 125실 구성되어 있으며 2018년 10월에 완공 및 입주를 했다.
외국인 전용 아파트 단지는 외국인들만 거주할 수 있는 아파트 단지다.

## 역사
송도 아메리칸타운은 2012년 9월부터 계획이 시작되었다. 2013년 11월 7일에 기공식을 열었고, 2015년 6월 30일에 쉐라톤 그랜드 인천 호텔에서 착공기념이 있었다.
착공기념 이후 사업이 시작되었다. 사업은 2016년 2월에 공정률 9%가 돌파했고 11월에 830세대의 분양을 완료하고 2018년 10월 25일에 준공되었다.

## 같이 보기
- 대한민국의 마천루 목록
- 인천광역시의 마천루 목록